# Allen (Dacota do Sul)
Allen é uma Região censo-designada localizada no estado norte-americano de Dakota do Sul, no Condado de Bennett.

## Demografia
Segundo o censo norte-americano de 2000, a sua população era de 419 habitantes.

## Geografia
De acordo com o United States Census Bureau tem uma área de 
10,2 km², dos quais 10,2 km² cobertos por terra e 0,0 km² cobertos por água. Allen localiza-se a aproximadamente 1001 m acima do nível do mar.

## Localidades na vizinhança
O diagrama seguinte representa as localidades num raio de 36 km ao redor de Allen. 